# Simulium ammosovi
Simulium ammosovi es una especie de insecto del género Simulium, familia Simuliidae, orden Diptera.
Fue descrita científicamente por Vorobets en 1984.